# فالتينداس
فالتينداس (بالإسبانية: Valtiendas)‏ هي municipality of Spain تقع في إسبانيا في شقوبية (مقاطعة).